# Southgate (Florida)
Southgate es un lugar designado por el censo ubicado en el condado de Sarasota en el estado estadounidense de Florida. En el Censo de 2010 tenía una población de 7.173 habitantes y una densidad poblacional de 1.337,28 personas por km².

## Geografía
Southgate se encuentra ubicado en las coordenadas 27°18′44″N 82°30′29″O / 27.31222, -82.50806. Según la Oficina del Censo de los Estados Unidos, Southgate tiene una superficie total de 5.36 km², de la cual 5.17 km² corresponden a tierra firme y (3.57%) 0.19 km² es agua.

## Demografía
Según el censo de 2010, había 7.173 personas residiendo en Southgate. La densidad de población era de 1.337,28 hab./km². De los 7.173 habitantes, Southgate estaba compuesto por el 89.86% blancos, el 1.63% eran afroamericanos, el 0.49% eran amerindios, el 1.67% eran asiáticos, el 0.06% eran isleños del Pacífico, el 4.61% eran de otras razas y el 1.67% pertenecían a dos o más razas. Del total de la población el 13.17% eran hispanos o latinos de cualquier raza.